# Lijst van beschermd erfgoed in Waals-Brabant
Deze pagina bevat een overzicht van de lijsten van beschermd erfgoed in Waals-Brabant, gerangschikt per Belgische gemeente. Het beschermd erfgoed maakt deel uit van het cultureel erfgoed in België.
- Lijst van beschermd erfgoed in Bevekom
- Lijst van beschermd erfgoed in Chastre
- Lijst van beschermd erfgoed in Chaumont-Gistoux
- Lijst van beschermd erfgoed in Court-Saint-Étienne
- Lijst van beschermd erfgoed in Eigenbrakel
- Lijst van beschermd erfgoed in Geldenaken
- Lijst van beschermd erfgoed in Genepiën
- Lijst van beschermd erfgoed in Graven
- Lijst van beschermd erfgoed in Hélécine
- Lijst van beschermd erfgoed in Incourt
- Lijst van beschermd erfgoed in Itter
- Lijst van beschermd erfgoed in Kasteelbrakel
- Lijst van beschermd erfgoed in Lasne
- Lijst van beschermd erfgoed in Mont-Saint-Guibert

- Lijst van beschermd erfgoed in Nijvel
- Lijst van beschermd erfgoed in Orp-Jauche
- Lijst van beschermd erfgoed in Ottignies-Louvain-la-Neuve
- Lijst van beschermd erfgoed in Perwijs
- Lijst van beschermd erfgoed in Ramillies
- Lijst van beschermd erfgoed in Rebecq
- Lijst van beschermd erfgoed in Rixensart
- Lijst van beschermd erfgoed in Terhulpen
- Lijst van beschermd erfgoed in Tubeke
- Lijst van beschermd erfgoed in Villers-la-Ville
- Lijst van beschermd erfgoed in Walhain
- Lijst van beschermd erfgoed in Waterloo
- Lijst van beschermd erfgoed in Waver